# Imovina Svete Stolice u Italiji
Imovina Svete Stolice na teritoriju Republike Italije regulirana je Lateranskim ugovorima potpisanim između Svete Stolice i Kraljevine Italije 1929. godine. Premda su dio talijanskog teritorija, neki od njih uživaju ekstrateritorijalnost sličnu onoj stranih veleposlanstava.

## Građevine izvan Vatikana, ali unutar Rima

### Eksteritorijalno vlasništvo
- Bazilika sv. Ivana Lateranskog (tal.: Arcibasilica di San Giovanni in Laterano)
- Bazilika Svete Marije Velike ((tal.: Basilica di Santa Maria Maggiore)
- Bazilika svetog Pavla izvan zidina ((tal.: Basilica di San Paolo fuori le Mura) (kompleks uključuje i benediktinski samostan, Papinski oratorij sv. Pavla i Papinski kolegij Beda)
- Lateranska palača, Lateransko sveučilište, Scala Santa i susjedne zgrade
- Palača svetog Kalista ((tal.: Palazzo San Callisto) - sjedište Papinskog vijeća Cor Unum
- Nekoliko građevina na brežuljku Gianicolo: Papinsko sveučilište Urbaniana, Papinski sjevernoamerički kolegij, Ukrajinski papinski kolegij Svetog Josafata, Rumunjski papinski kolegij i bolnica Bambino Gesù
- Kancelarska palača između Corso Vittorio Emanuele II i Campo de' Fiori
- Palača Propaganda Fide (Palača Kongregacije za evangelizaciju naroda) na Piazzi di Spagna
- Palača Svetog oficija - dom Kongregacije za nauk vjere na Piazzi del Sant'Uffizio uz Baziliku sv. Petra
- Palača Kongregacije za istočne crkve (bivša Palazzo dei Convertendi na Piazza Scossacavalli) u Via della Conciliazione (četvrt Borgo)
- Palazzo Pio u Via della Conciliazione (u zamjenu za Palazzo della Dataria)[3]
- Palača Vikarijata (također poznata kao Palazzo Maffei Marescotti) u Via della Pigna uz Corso Vittorio Emanuele II. blizu Piazza del Gesù
- Papinsko malo rimsko sjemenište
- Campo Santo Teutonico
- Veći dio dvorane za audijencije Pavla VI. (govornica s papinskim prijestoljem dio je vatikanskog teritorija)[3]
- Kompleks isusovačke kurije

### Neeksteritorijalno vlasništvo
- Palača Svetih Apostola pripojena Bazilici sv. Apostola
- Palača povezana s crkvom sv. Karla ai Catinari
- Kolegij Bellarmino u Via del Seminario u blizini crkve sv. Ignacija
- Arheološki institut, Papinski orijentalni institut, Papinsko lombardijsko sjemenište i Ruski kolegij na trgu Santa Maria Maggiore
- Dvije palače sv. Apolinara između Piazza Sant'Apollinare i Via della Serola
- Utočište klera svetih Ivana i Pavla, uključujući Neronov nimfeum, na brežuljku Celiju

### Bivše izvanteritorijalno vlasništvo
- Palača Datarìa blizu Kvirinalske palače (više nije vlasništvo Svete Stolice, zamijenjena za Palazzo Pio)[4]

## Građevine izvan Rima

### Eksteritorijalno vlasništvo
- Papinska palača Castel Gandolfo, vrtovi vile Cybo, vile Barberini i susjedni vrtovi, ljetno imanje Pontificio Collegio Urbano di Propaganda Fide i papinsko imanje između gradova Castel Gandolfo i Albano Laziale (ukupno 55 hektara)
- Područje Santa Maria di Galeria gdje se nalazi sjedište Radio Vatikana. To je područje Italija ustupila Svetoj Stolici sporazumom iz 1951.[5]

### Neeksteritorijalno vlasništvo
- Bazilika Svete kuće ((tal.: Santa Casa) u Loretu u pokrajini Anconi
- Bazilika svetog Franje u Asizu u pokrajini Perugi
- Bazilika svetog Antuna u Padovi u pokrajini Padovi
- Vatikanski teleskop u okrugu Graham u Arizoni, u Sjedinjenim Američkim Državama

Temeljni sporazum potpisan 1993. daje Svetoj Stolici imovinska prava i oslobađanje od poreza nad raznim kršćanskim svetim mjestima u Izraelu, ali sporazum nikada nije finaliziran zbog diplomatskih problema između Vatikana i izraelske vlade.